# El contrato de matrimonio
La cambiale di matrimonio (El contrato de matrimonio) es una farsa musical en un acto de Gioachino Rossini sobre el libreto de Gaetano Rossi. El libreto se basó en la obra de Camillo Federici (1791) y en un libreto previo de Giuseppe Checcherini para la ópera de Carlo Coccia, Il matrimonio per lettera de cambio (1807). La ópera de Rossini se estrenó el 3 de noviembre de 1810 en el teatro San Moisè en Venecia. En España se estrenó el 26 de abril de 1816 en el Teatro de la Santa Cruz de Barcelona.
Compuesta en unos pocos días cuando tenía 18 años, La cambiale di matrimonio fue la primera ópera profesional de Rossini. La obertura, escrita cuando era un estudiante en el Liceo Musicale en Bolonia, es una parte importante del repertorio de concierto moderno.
Esta ópera se representa muy poco. En las estadísticas de Operabase aparece con sólo 4 representaciones en el período 2005-2010.

## Personajes
| Personaje                              | Tesitura     | Reparto el 3 de noviembre de 1810 Director: |
| -------------------------------------- | ------------ | ------------------------------------------- |
| Tobías Mill (un comerciante inglés)    | bajo bufo    | Luigi Raffanelli                            |
| Fanny (hija de Tobías)                 | soprano      | Rosa Morandi                                |
| Edward Milfort (pretendiente de Fanny) | tenor        | Tommaso Ricci                               |
| Slook (un comerciante canadiense)      | bajo bufo    | Nicola De Grecis                            |
| Norton (empleado de Tobías)            | bajo         | Domenico Remolini                           |
| Clarina (doncella de Fanny)            | mezzosoprano | Clementina Lanari                           |

## Argumento
En una ciudad inglesa del siglo XVIII, un mercader local, Tobias Mill, recibe un contrato de matrimonio en blanco de un hombre de negocios canadiense, Mr. Slook. A pesar de la sorpresa, Mill anuncia a sus criados Norton y Clarina que pretende aceptar el contrato en favor de su hija Fanny. Cuando Fanny y su amante pobre Edward Milfort se enteran, Milfort promete luchar por ella. Slook llega a escena y se ve sorprendido tanto por la elaborada recepción como por la prontitud con que Mill quiere llevar a cabo el matrimonio. Slook se dirige a Fanny en un dueto que pronto se expande cuando Milfort se une amenazando a Slook físicamente a no ser que abandone la ciudad inmediatamente.
Slook ofrece retirar la oferta, pero Mill se siente traicionado y lo desafía a un duelo. Slook hace de Milfort su heredero, le cede a Fanny y se prepara para dejar la ciudad. Fanny y Milfort están agradecidos y Slook se relaja fumando una pipa. Mill, que no sabe nada del acuerdo, irrumpe en escena. Todo el asunto es aclarado y consecuentemente celebrado.